# Erminio Marussi
Erminio Marussi (Capriva del Friuli, 21 luglio 1928 – Gorizia, 9 aprile 2008) è stato un calciatore italiano, di ruolo centrocampista.

## Carriera
Esordì con la Cormonese, e in seguito giocò in Serie A con la Pro Patria. Dopo una sola stagione fu ceduto in prestito dapprima al Marzotto Valdagno e in seguito al Treviso, in Serie B. Per lunghi anni anima e cuore della società calcistica "Caprivese", di cui fu anche presidente, Marussi è morto il 9 aprile 2008 all'ospedale civile di Gorizia, dove era ricoverato da tempo.